# Пребереде
Пребереде (њем. Prebberede) општина је у њемачкој савезној држави Мекленбург-Западна Померанија. Једно је од 62 општинска средишта округа Гистров. Према процјени из 2010. у општини је живјело 801 становника. Посједује регионалну шифру (AGS) 13053109.

## Географски и демографски подаци
Пребереде се налази у савезној држави Мекленбург-Западна Померанија у округу Гистров. Општина се налази на надморској висини од 46 метара. Површина општине износи 42,8 km². У самом мјесту је, према процјени из 2010. године, живјело 801 становника. Просјечна густина становништва износи 19 становника/km².